# Stevia Egbus Mikuni
Stevia Egbus Mikuni (jap. 三國 スティビアエブス; * 31. Mai 1998 in Higashimurayama, Präfektur Tokio) ist ein japanischer Fußballspieler.

## Karriere
Stevia Egbus Mikuni erlernte das Fußballspielen in der Schulmannschaft der Aomori Yamada High School sowie in der Universitätsmannschaft der Juntendo University. Von Juli 2020 bis Saisonende wurde er von der Universität an Mito Hollyhock ausgeliehen. Der Verein aus Mito spielte in der zweiten japanischen Liga, der J2 League. Sein Zweitligadebüt gab er am 19. August 2020 im Auswärtsspiel gegen Avispa Fukuoka. Hier stand er in der Startelf und spielte die kompletten 90 Minuten. Nach der Ausleihe wurde er Anfang 2021 von Mito fest verpflichtet und kam in der folgenden Saison zu 18 Pflichtspielen. Im Juni 2022 wechselte der Innenverteidiger auf Leihbasis zum Drittligisten FC Gifu. Für den Klub aus Gifu bestritt er vier Drittligaspiele. Nach der Ausleihe wurde er von Gifu im Februar 2023 fest unter Vertrag geommen. Bei Gifu stand er bis Saisonende 2023 unter Vertrag. Im Januar wechselte er nach Singapur. Hier unterschrieb er einen Vertrag beim Erstligisten Albirex Niigata (Singapur). Der Verein ist ein Ableger des japanischen Vereins Albirex Niigata. Für Albirex bestritt er 31 Ligaspiele. Im Sommer 2025 zog es ihn nach Thailand. Hier unterschrieb er in der Hauptstadt Bangkok einen Vertrag beim Zweitligisten Kasetsart FC.

## Sonstiges
Stevia Egbus Mikuni ist der Sohn eines Nigerianers und einer Japanerin. Sein jüngerer Bruder Kennedy (* 2000) ist ebenfalls Fußballspieler.